# Miguel Pavlovich da Rússia
 Miguel Pavlovich da Rússia (em russo:  Великий Князь Михаи́л Па́влович; velikiy knyaz Mikhail Pavlovich), (8 de fevereiro de 1798 - 9 de setembro de 1849) foi o décimo e último filho do czar Paulo I da Rússia e da sua consorte, a czarina Maria Feodorovna (nascida princesa Sofia Doroteia de Württemberg).

## Biografia
No dia 19 de fevereiro de 1824, em São Petersburgo, o grão-duque Miguel casou-se com a sua prima, a princesa Carlota de Württemberg (1807-1873), filha do príncipe Paulo de Württemberg e da sua esposa Carlota de Saxe-Hildburghausen. Carlota mudou de nome para Elena Pavlovna ao converter-se para a Igreja Ortodoxa Russa. O casal teve cinco filhas:
- Maria Mikhailovna da Rússia (9 de março de 1825 - 19 de novembro de 1846) ; morreu sem se casar.
- Isabel Mikhailovna da Rússia (26 de maio de 1826 - 28 de janeiro de 1845); casou-se com Adolfo, Grão-Duque de Luxemburgo e morreu ao dar à luz.
- Catarina Mikhailovna da Rússia (28 de agosto de 1827 - 12 de maio de 1894), casou-se com o duque Jorge de Mecklemburgo-Strelitz
- Alexandra Mikhailovna da Rússia (28 de janeiro de 1831 - 27 de março de 1832); morreu na infância.
- Ana Mikhailovna da Rússia (27 de outubro de 1834 - 22 de março de 1836); morreu na infância.

O Palácio Mikhailovsky foi construído por Carlo Rossi para o grão-duque Miguel entre 1819 e 1825. Actualmente este palácio é o Museu Russo.
Miguel morreu no dia 9 de setembro de 1849 em Varsóvia, na Polónia.